# Chatsk
Pour la ville en Ukraine, voir Chatsk (Ukraine).
Chatsk (en russe : Шацк) est une ville de l'oblast de Riazan, en Russie, et le centre administratif du raïon de Chatsk. Sa population s'élevait à 6 404 habitants en 2013.

## Géographie
Chatsk est arrosée par la rivière Chatcha, un affluent de la Tsna, et se trouve à 145 km au sud-est de Riazan et à 325 km au sud-est de Moscou.

## Histoire
Chatsk a été fondée en 1553 sur la rivière Chatcha comme poste militaire fortifié pour protéger les frontières sud de la Moscovie, sous le nom de Chatski (Шацкий). Ses habitants prirent part à la révolte paysanne de 1773–1775 dirigée par Iemelian Pougatchev. En 1779, Catherine la Grande lui accorda le statut de ville. Aux XVIIIe et XIXe siècles, Chatsk était un grand centre de négoce du chanvre.

## Population
Recensements (*) ou estimations de la population
| 1897*  | 1926*  | 1959* | 1970* | 1979* |
| ------ | ------ | ----- | ----- | ----- |
| 13 928 | 15 100 | 5 722 | 8 007 | 7 563 |

| 1989* | 2002* | 2010* | 2012  | 2013  |
| ----- | ----- | ----- | ----- | ----- |
| 8 181 | 7 563 | 6 562 | 6 440 | 6 404 |

## Économie
L'économie repose principalement sur la transformation des produits agricoles : boissons alcoolisées, produits laitiers, viande (entreprise OOO Chatskmiasso).